# Ngrundul
Ngrundul is een bestuurslaag in het regentschap Klaten van de provincie Midden-Java, Indonesië. Ngrundul telt 3176 inwoners (volkstelling 2010).